# سرگی ناگورنی
سرگی ناگورنی (انگلیسی: Serhei Nahorny؛ زادهٔ ۸ دسامبر ۱۹۵۶) قایقران کانو اهل اتحاد جماهیر شوروی سوسیالیستی بود.